# Silva Pinto
António José da Silva Pinto, também conhecido como Silva Pinto (Lisboa, 14 de abril de 1848 – Lisboa, 4 de novembro de 1911), foi um escritor português, crítico literário, ensaísta, dramaturgo e romancista de estética naturalista. 
Amigo de Cesário Verde, foi também um dos principais doutrinadores do realismo-naturalismo.
Encontra-se colaboração da sua autoria na Revista de arte e de crítica  (1878-1879), Ribaltas e Gambiarras  (1881) e também na Brasil-Portugal (1899-1914). 
Após a morte de Cesário Verde, foi responsável pela publicação de O Livro de Cesário Verde em Abril de 1887.

## Obras
- Questões do dia (1870)
- Sciencia e Consciencia (1870)
- Farçadas contemporaneas (1870)
- Novas Farçadas contemporaneas (1871)
- A questão da imprensa (1871)
- Theophilo Braga e os Criticos (1871)
- Á hora da lucta (1872)
- Hora da febre (1873)
- O espectro de Juvenal (1873)
- Engenia Grandet, trad. (1873)
- Balzac em Portugal (1873)
- O Padre Maldito, romance subintitulado "Memórias do Cura" (1873)
- Noites de vigilia, edição mensal (1874)
- Terceiro Livro de Combates e Críticas, artigos da imprensa (1874-1886) Noite de vigilia, edição quinzenal (1875)
- Emília das Neves e o Theatro Portuguez (1875)
- Os homens de Roma, Drama em quatro atos (1875)
- Contos Phantasticos (1875)[6]
- Combates e críticas, Coletânea de artigos da imprensa (1875-1881)
- Novos Combates e Críticas, Nova coletânea de artigos (1875-1884)
- A questão do oriente (1876)
- Revista Litteraria (1876)
- Os Jesuítas, dedicado ao Bispo Américo (1877)
- Do realismo da arte (1877)
- Nós e a Alfandega do porto (1877)
- O Padre Gabriel, Drama original em três actos, dedicado a Cesário Verde (1877)
- Controversias e Estudos Litterarios (1878)
- No Brazil (1879)
- O emprestimo de D. Miguel (1880)
- Realismos (1880)
- Combates e Criticas (1882)
- Novos Combates e Criticas (1884)
- Terceiro Livro de Combates e Criticas (1886)
- Camillo Castello Branco (edição de 1889) (eBook)
- Philosophia de João Braz (1895)
- Santos Portuguezes (1895)
- N´este vale de lágrimas (1896)
- O caso de Marinho da Cruz (1889)
- A queimar cartuchos (1906)
- Rompendo o fogo, Ha uns quarenta annos (1910)
- Saldos, Volume subintitulado Crítica social e histórica (1912)